# Plecia malayaensis
Plecia malayaensis är en tvåvingeart som beskrevs av Hardy 1948. Plecia malayaensis ingår i släktet Plecia och familjen hårmyggor. Inga underarter finns listade i Catalogue of Life.